# عضلة ظنبوبية أمامية

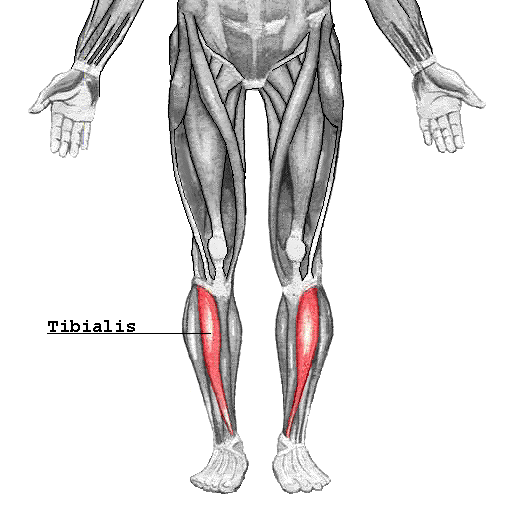
العَضلة الظُّنبوبِية الأَمامِية.

العَضلة الظُّنبوبِية الأَمامِية (باللاتينية: Tibialis Anterior Muscle) هي عضلة من عَضلات الطَرف السُفلي لِجسم الإنسان.

## المَنشأ
تَنشأ العَضلة من الجُزء العُلوي للسطح الجانِبي لِعظمة الظُنوب.

## المَغرس
تَنغرس هذهـ العَضلة في العظم الإسفيني الإنسي (Medial Cuneiform) وَفي الجُزء المُجاور لِقاعدة أَول عَظمة من عِظام مِشط القَدم.

## العَصب
يَتصل بِها العَصب الظُنبوبِي الأَمامِي (Anterior Tibial nerve) والعَصب الرُكبي العائد (Recurrent Genicular nerve).

## الحَركة
هذه العَضلة مسؤولة بِشكل أساسي عَن الانثناء الظَهرانِي (Dorsiflexion) والانِقلاب (Inversion) للقدم.

## معرض صور

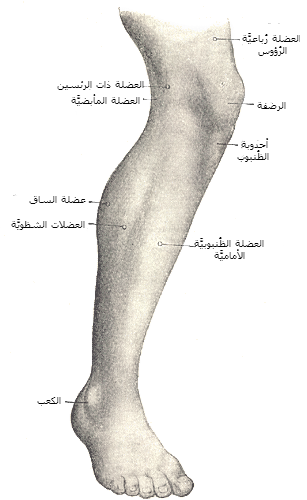
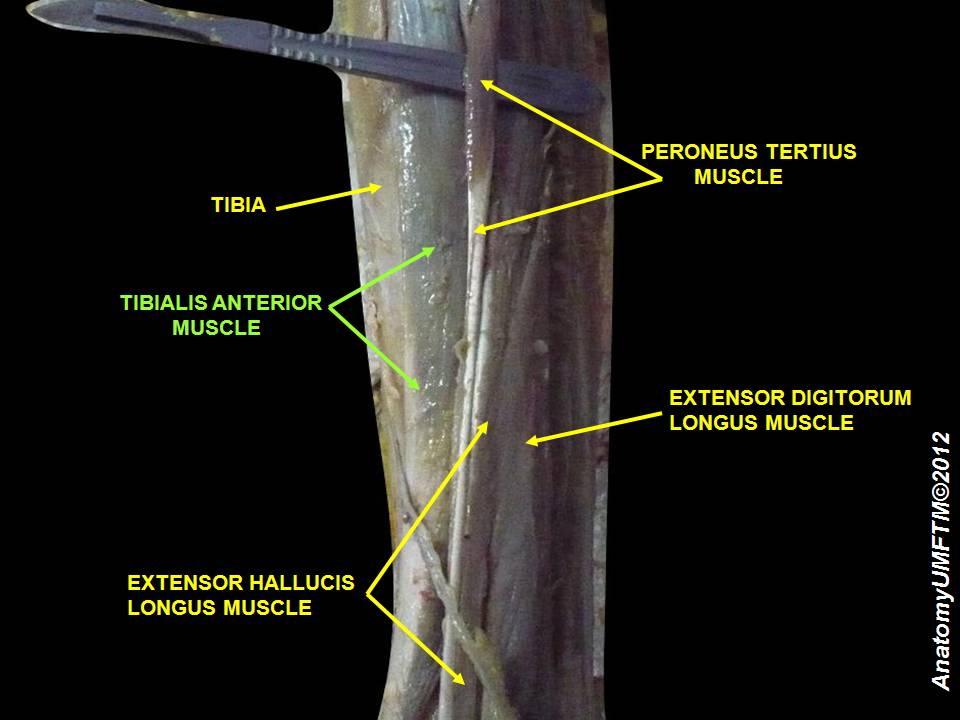
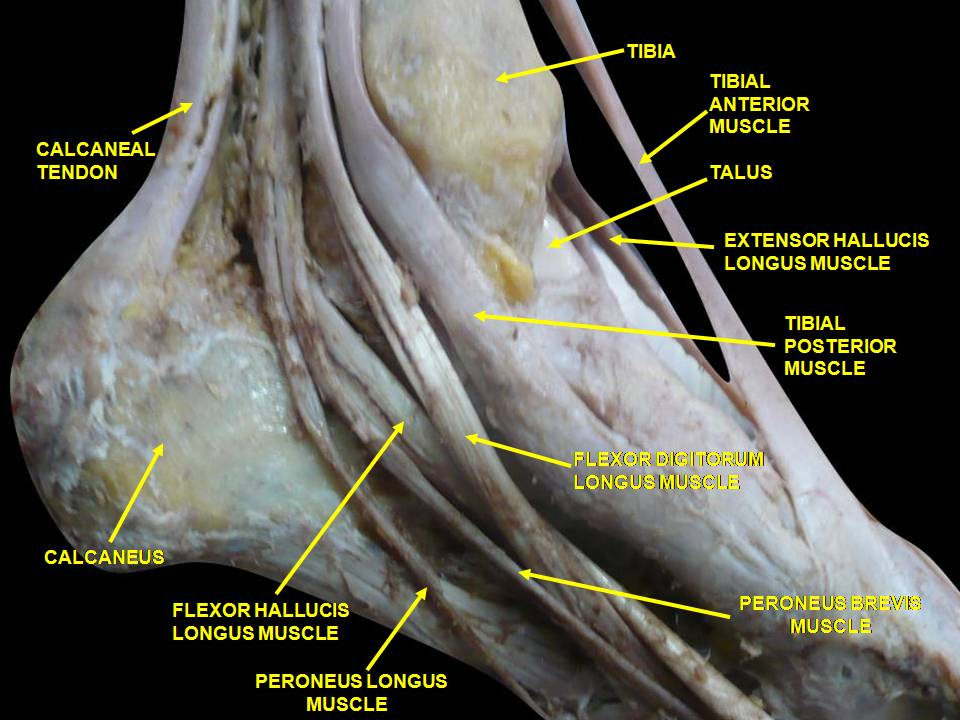
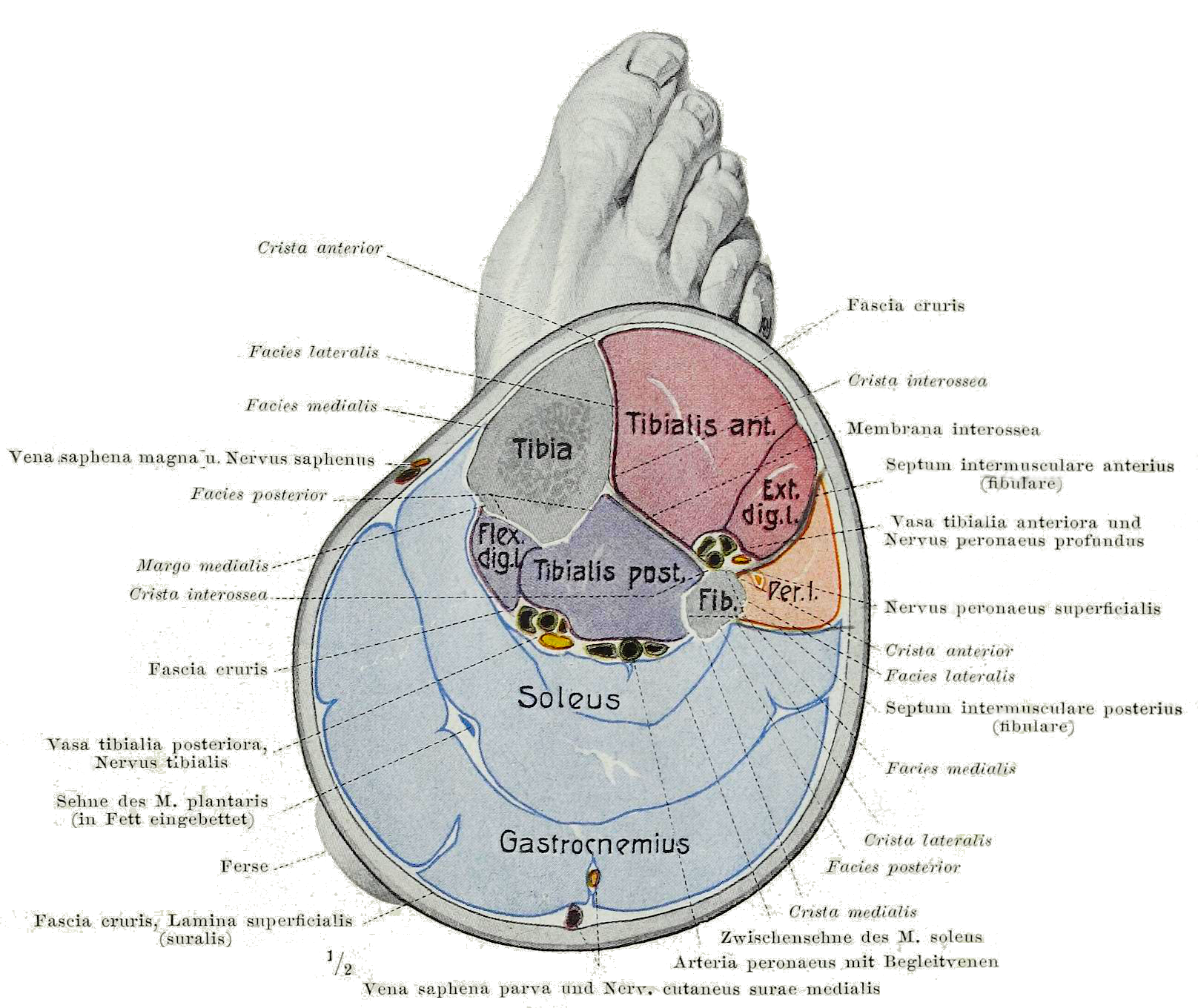
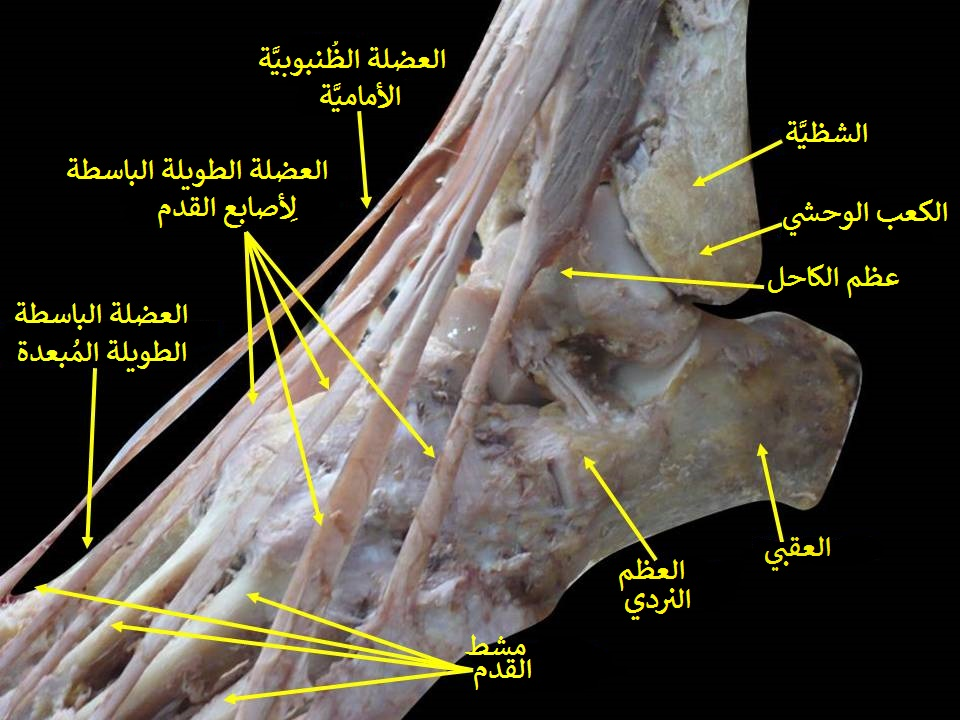

## المَراجع
1. Lower Limb Anatomy Part IIB , Alexandria University Faculty of Medicine ,1st year, page.61